# Elias Gottlob Haußmann
Elias Gottlob Haußmann (auch Haussmann und Hausmann, * 1695 in Gera; † 11. April 1774 in Leipzig) war ein deutscher Maler des Spätbarock.

## Leben
Elias Gottlob Haußmann war zunächst Schüler seines Vaters, des fürstlich hessischen Hofmalers Elias Haußmann (1663–1733). Auch er selbst befand sich in fürstlich hessischen Diensten, als er erstmals im September 1717 in einem Empfehlungsschreiben des Landgrafen Ernst Ludwig von Hessen-Darmstadt als „Unsers Hofmalers Sohn“ erwähnt wurde. Der Landgraf ermöglichte ihm eine Studienreise durch Deutschland, auf der er den reisenden Porträtisten Francesco Carlo Rusca aus Lugano kennenlernte, als dessen Schüler er gilt. In dieser Zeit stellte ihm der Dresdner Hofmaler Adam Manyoki ein günstiges Zeugnis aus.
Ab 1720 amtierte Haußmann als offizieller Porträtmaler der Stadt Leipzig, verließ die Stadt aber 1722, wahrscheinlich wegen Differenzen mit der Malerinnung Leipzigs. Auch für 1729 und 1742 sind Streitigkeiten mit der Malerinnung dokumentiert, denn er wollte „trotz höflichen Ermahnens weder Bürger werden, noch mit der Innung Vereinbarungen treffen“ (1729). Diese Streitigkeiten werden auch als Grund dafür angenommen, dass Manyoki sein gutes Zeugnis später einschränkte. 1723 wurde Haußmann in Dresden zum königlich polnischen und kurfürstlich sächsischen Hofmaler ernannt. 1725 kehrte er nach Leipzig zurück. Seit 1726 übernahm er, beginnend mit dem Bildnis des Kramermeisters J. H. Linke, die Kundschaft seiner Vorgänger, bis er in den 60er Jahren durch Ernst Gottlob und Anton Graff samt dessen Schule abgelöst wurde. Eine Zeitlang war Haußmann auch Maler der Geistlichen der evangelisch-reformierten Gemeinde.

## Werk
Bekannt geworden sind Haußmanns Porträts des Trompetenvirtuosen Gottfried Reiche (1726) und der Dichterin Luise Adelgunde Victorie Gottsched (Gottschedin) (um 1750) sowie vor allem sein Ölbild Johann Sebastian Bachs, das er in zwei Fassungen im Jahre 1746 bzw. 1748 malte.
Das Stadtgeschichtliche Museum Leipzig, in dem sich auch das Bach-Porträt von 1746 befindet, besitzt mehrere Ölbilder Haußmanns und eine Vielzahl von Kupferstichen nach Vorlagen Haußmanns. Die meisten Ölbilder Haußmanns können dem Maler ohne Probleme zugeschrieben werden, denn er pflegte seine Ölbilder fast regelmäßig auf der Rückseite mit Namen und Datum unverwechselbar zu versehen. Im Zweifelsfall helfen die Stiche, wenn auf ihnen Haußmann als Maler der Vorlage genannt wird.
Die frühen Porträts wie das Gottfried Reiches bestechen durch individuelle Komposition, sorgsame technische Ausführung, hohe Detailgenauigkeit der Realien und persönlichen seelischen Ausdruck der Porträtierten. Viele spätere Porträts dagegen besitzen typische Merkmale von Serienbildern. Vor allem in den Jahren nach 1760 zeigen sie häufig dieselben Maße und die Dargestellten dieselbe Haltung. Oft findet sich eine identische Kleidung in denselben Farben, so bei einer Reihe von Porträts eher unbedeutender Amtsträger. Georg Müller schreibt sogar von einer „Bilderfabrik“. Auf den von anderer Hand gefertigten Stichen wurden den Porträts die ausführlichen Titel, die Laufbahn und die persönlichen Daten der Dargestellten hinzugefügt. Sie konnten in hoher Auflage gedruckt werden und den Porträtierten zur allfälligen privaten und öffentlichen Selbstdarstellung dienen.
Haußmanns Ölbilder und die in größerer Anzahl erhaltenen Stiche zeigen einen Querschnitt durch die führende Schicht des Leipziger Bürgertums aus den Bereichen Politik, Verwaltung, Gerichtswesen, Kirche, Wirtschaft (besonders Handel und Handwerk), Wissenschaft und Kunst.
Beispiele
- Bürgermeister Gottfried Wilhelm Küster
- Ratsherr und Baumeister Kaspar Richter[6]
- Ratsherr und Stadtrichter Johann Jacob Mascov
- Pastor Gottlieb Gauditz
- Archidiaconus Christian Weiß d. J.
- Kauf- und Handelsherr Johann Zacharias Richter
- Kramermeister Johann Heinrich Linke
- Jurist Christian Gottfried Moerlin
- Universitätsprofessor August Friedrich Müller
- Musikdirektor Johann Sebastian Bach
- Senior Stadtmusicus Gottfried Reiche
- Schriftstellerin Luise Gottsched

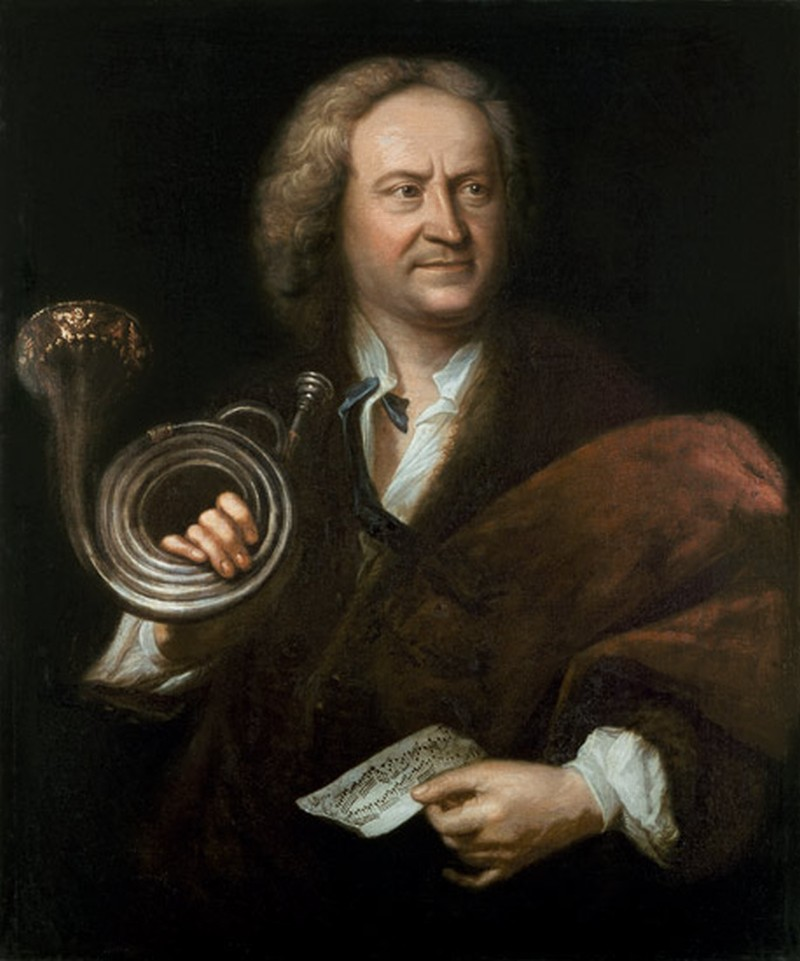
Gottfried Reiche, Ölgemälde von Haußmann um 1726
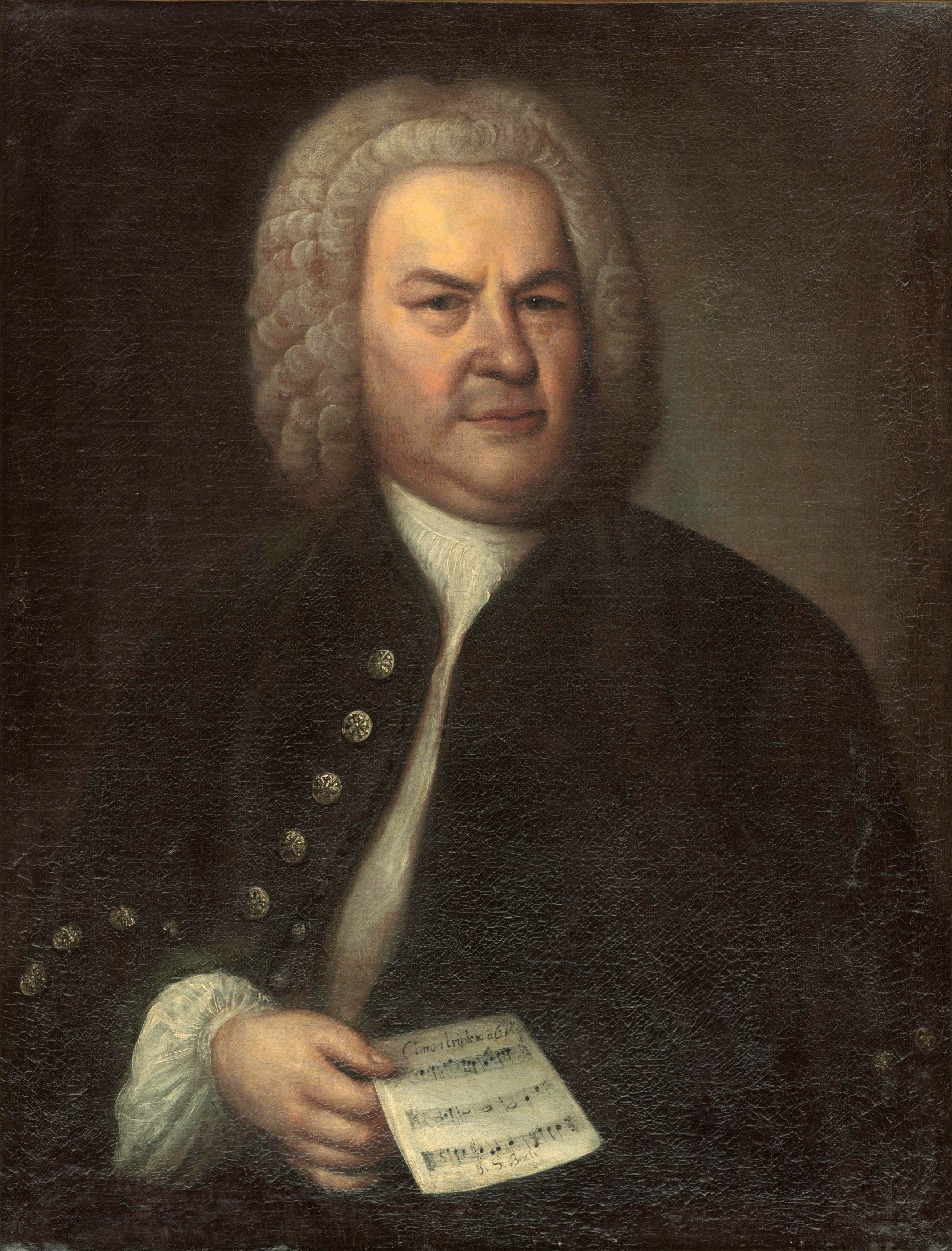
Johann Sebastian Bach mit seinem Rätselkanon, BWV 1076, Ölgemälde von Haußmann 1746
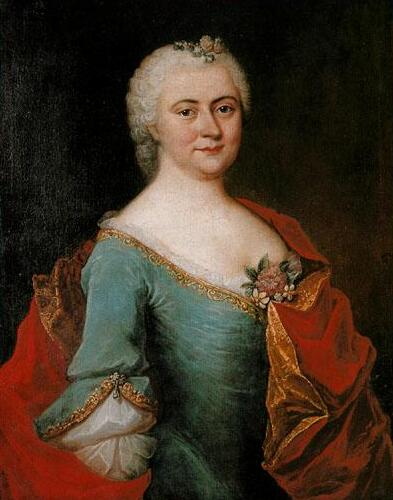
Luise Gottsched, Ölgemälde von Haußmann um 1750
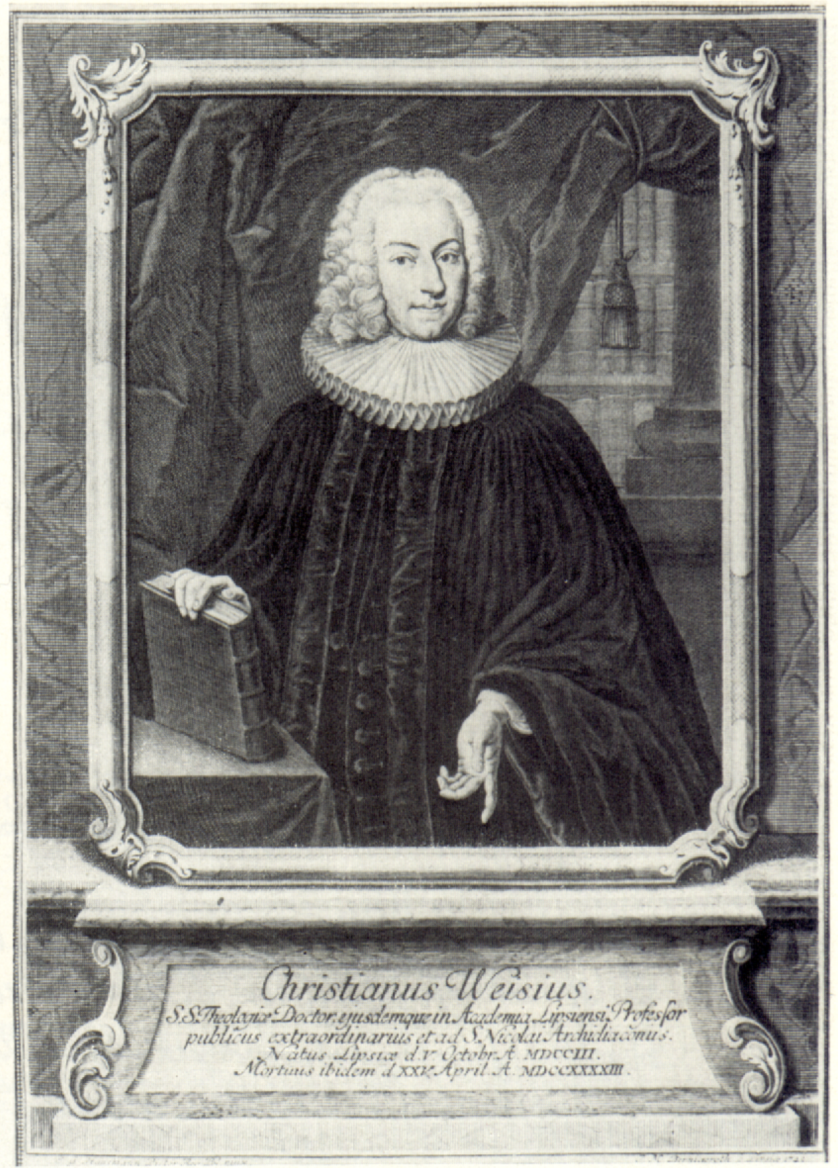
Christian Weiß d. J., Archidiakon, Stich (1743) von Johann Martin Bernigeroth nach Haußmann